# Villa Asea

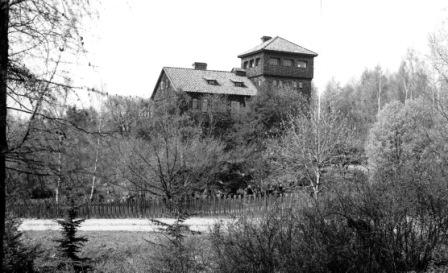
Villa Asea. Före 1969.

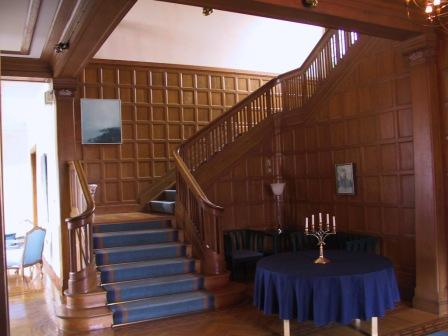
Trapphuset 2002.

Villa Asea, ritad av arkitekten Erik Hahr, är en luxuös direktörsbostad i Stallhagen i kvarteret Palma, Västerås med adress Villagatan 1. Byggnaden, som uppfördes åren 1907–1908, omfattar 16 rum och kök och är bland annat försedd med hiss och kylanläggning. Villa Asea var direktörsbostad för Aseas (numera ABB) direktörer. Villan beboddes ursprungligen av Sigfrid Edström. Senare har Percy Barnevik samt Aseas koncernchefer bott i huset.

## Historik
Villa Asea intar en särställning bland de byggnader som Erik Hahr uppförde i Stallhagen. Fastighetens betydelse för utvecklingen av den tidigmoderna svenska industrialismen har bidragit till dess historiska värde. Edström lär ha låtit bygga huset utan att tillfråga styrelsen, från vilken han fick utstå kritik. Villa Asea gjordes så ståtlig att den retade den mer asketiskt lagde Marcus Wallenberg d.ä.
Efter Sigfrid Edström kom hans svåger Arthur Lindén, sedan Thorsten Ericson, Åke Vrethem, Curt Nicolin, Torsten L Lindström samt Percy Barnevik. Alla dessa chefer bodde i Villa Asea, men efter sammanslagningen till ABB upphörde bostaden att fungera som VD-bostad. Två Sverigechefer bodde dock i Villa Asea under 1990-talet: Bert-Olof Svanholm och Anders Narvinger.